# Лимма
Ли́мма (устар. ле́ймма; др.-греч. λεῖμμα /ˈleːmːa/ → /ˈlimːa/ — «остаток», лат. limma, реже leimma) — музыкальный интервал пифагорова строя.

## Краткая характеристика
Согласно античному определению, восходящему к пифагорейской школе, лимма равна разности чистой кварты и двух целых тонов (отсюда название как «остатка» кварты после отделения от неё двух целых тонов) и, таким образом, имеет отношение частот верхнего и нижнего звука, равное
{\displaystyle {\frac {4}{3}}:\left({\frac {9}{8}}\right)^{2}={\frac {2^{8}}{3^{5}}}={\frac {256}{243}}\approx 1,0534979},
или 90,2250 ц. Лимма также получается последовательным откладыванием от данного звука (данной высоты) 5 чистых квинт вниз и затем 3 октав вверх (либо откладыванием 5 чистых кварт вверх и затем 2 октав вниз):
{\displaystyle \left({\frac {3}{2}}\right)^{-5}\times \left({\frac {2}{1}}\right)^{3}=\left({\frac {4}{3}}\right)^{5}:\left({\frac {2}{1}}\right)^{2}={\frac {256}{243}}}
Примеры: E-A-D-G-C-F, С-F-B-Es-As-Des, Cis-Fis-H-E-A-D; получаемые в результате этих откладываний интервалы Е-F, C-Des, Cis-D — лиммы.
Древнейшим упоминанием числового отношения лиммы (256:243) является следующий фрагмент «Тимея» Платона:

Делить же он начал следующим образом: прежде всего отнял от целого одну долю, затем вторую, вдвое большую, третью — в полтора раза больше второй и в три раза больше первой, четвёртую — вдвое больше второй, пятую — втрое больше третьей, шестую — в восемь раз больше первой, а седьмую — больше первой в двадцать семь раз.
Оригинальный текст (греч.)
(35b4) ἤρχετο δὲ διαιρεῖν ὧδε. μίαν ἀφεῖλεν τὸ πρῶτον ἀπὸ παντὸς μοῖραν, μετὰ δὲ ταύτην ἀφῄρει διπλασίαν ταύτης, τὴν δ' αὖ τρίτην ἡμιολίαν μὲν τῆς δευτέρας, τριπλασίαν δὲ τῆς πρώτης, τετάρτην δὲ τῆς δευτέρας διπλῆν, πέμπτην δὲ τριπλῆν (35c) τῆς τρίτης, τὴν δ' ἕκτην τῆς πρώτης ὀκταπλασίαν, ἑβδόμην δ' ἑπτακαιεικοσιπλασίαν τῆς πρώτης.

После этого он стал заполнять образовавшиеся двойные и тройные промежутки, отсекая от той же смеси всё новые доли и помещая их между прежними долями таким образом, чтобы в каждом промежутке было по два средних члена, из которых один превышал бы меньший из крайних членов на такую же его часть, на какую часть превышал бы его больший, а другой превышал бы меньший крайний член и уступал большему на одинаковое число.
Оригинальный текст (греч.)
μετὰ δὲ ταῦτα συνεπληροῦτο (36a) τά τε διπλάσια καὶ τριπλάσια διαστήματα, μοίρας ἔτι ἐκεῖθεν ἀποτέμνων καὶ τιθεὶς εἰς τὸ μεταξὺ τούτων, ὥστε ἐν ἑκάστῳ διαστήματι δύο εἶναι μεσότητας, τὴν μὲν ταὐτῷ μέρει τῶν ἄκρων αὐτῶν ὑπερέχουσαν καὶ ὑπερεχομένην, τὴν δὲ ἴσῳ μὲν κατ' ἀριθμὸν ὑπερέχουσαν, ἴσῳ δὲ ὑπερεχομένην.

Благодаря этим скрепам возникли новые промежутки, по 3/2, 4/3 и 9/8, внутри прежних промежутков. Тогда он заполнил все промежутки по 4/3 промежутками по 9/8, оставляя от каждого промежутка частицу такой протяжённости, чтобы числа, разделённые этими оставшимися промежутками, всякий раз относились друг к другу как 256 к 243. При этом смесь, от которой [бог] брал упомянутые доли, была истрачена до конца.
Оригинальный текст (греч.)
ἡμιολίων δὲ διαστάσεων καὶ ἐπιτρίτων καὶ ἐπογδόων γενομένων ἐκ τούτων τῶν δεσμῶν ἐν ταῖς πρόσθεν διαστάσεσιν, (36b) τῷ τοῦ ἐπογδόου διαστήματι τὰ ἐπίτριτα πάντα συνεπληροῦτο, λείπων αὐτῶν ἑκάστου μόριον, τῆς τοῦ μορίου ταύτης διαστάσεως λειφθείσης ἀριθμοῦ πρὸς ἀριθμὸν ἐχούσης τοὺς ὅρους ἓξ καὶ πεντήκοντα καὶ διακοσίων πρὸς τρία καὶ τετταράκοντα καὶ διακόσια. καὶ δὴ καὶ τὸ μειχθέν, ἐξ οὗ ταῦτα κατέτεμνεν, οὕτως ἤδη πᾶν κατανηλώκει.

В конце этого фрагмента речь идёт (в современных терминах) о представлении отношения {\displaystyle 4/3} в виде произведения {\displaystyle (9/8)\times (9/8)\times (256/243)}, что соответствует представлению кварты как интервала, сложенного из двух целых тонов и лиммы.
Словом «лимма» отношение 256:243 впервые названо в греческих трактатах II века н. э., а именно у Птолемея, Теона Смирнского (со ссылкой на Адраста), в так называемых «Фрагментах Никомаха» (отрывках из не сохранившегося его труда о гармонике).
Одно из первых свидетельств в латинской литературе — обширный комментарий неоплатоника Халкидия на «Тимей» Платона, составленный в IV веке н. э. В этом трактате вычислению Платона придаётся музыкально-теоретический смысл и устанавливается термин для остаточного полутона, то есть собственно лимма:

Первый консонанс — тот самый, что называется квартой, — располагается в сверхтретном числе. И поскольку сверхтретное число состоит не только из двух сверхосминных, но также ещё из другого, а именно ничтожного, так и кварта состоит не только из двух [целых] тонов, но и из полутона, который древние называли лиммой. Обсуждая его числовое отношение, [Платон] говорит, что у отдельно взятых сверхтретных чисел существует некая остаточная частичка (именно она указывает на отношение полутона), и этот [полутон], как он утверждает, есть в разнице 243 и 256, меньшей, чем полное сверхосминное число.
Оригинальный текст (лат.)
Prima enim symphonia est haec ipsa quae adpellatur diatessaron, in epitrito modo posita. Et quia epitritus non solum ex duobus epogdois constat, sed etiam ex alio quoque aliquantulo scilicet, sicut diatessaron non ex solis duobus tonis constat, sed ex hemitonio, quod ueteres limma adpellabant: huius quoque rationis tractatum habens dixit singulorum epitritorum esse quandam portiunculam reliquam, hanc ipsam scilicet rationem hemitonii designans, quod ait tantum esse, quantum desit ducentis quadraginta tribus aduersum ducentos quinquaginta sex, quo minus sit plenus epogdous numerus.

В V веке лимма упоминается в книге 1 «Бракосочетания Филологии и Меркурия» Марциана и в комментарии к Сну Сципиона Макробия. Окончательно термин «лимма» и её расчёт закрепился в учебнике «Основы музыки» Боэция. Рассматривая проблему деления тона на полутоны, Боэций определяет лимму как меньший полутон (Mus., II.28-29), а оставшийся (больший) именует апотомой (Mus., II.30). В трактатах западноевропейского Средневековья и Возрождения, следующих боэцианской традиции, оба пифагорейских полутона, как правило, рассматривались в виде парной оппозиции. Обзор позднеантичных и средневековых музыкально-теоретических свидетельств о лимме в диапазоне от Халкидия до Тинкториса можно найти в онлайновой базе данных Lexicon musicum Latinum.

### Другие значения
В позднейшей теории термин «лимма» стали относить и к некоторым интервалам других строёв, обычно соответствующим разновидностям диатонического полутона (в элементарной теории музыки — малой секунды). «Эдинбургская энциклопедия» (1830) приводит более 10 разновидностей лимм; однако приводимая там классификация и терминология не получила широкого распространения. По терминологии А. Дж. Эллиса, «большей» (англ. larger) лиммой называется интервал с отношением частот 135:128 (92,18 ц), а «большой» (или наибольшей, англ. great) лиммой — интервал 27:25 (133,24 ц). Эти же интервалы в терминологии Г. Римана называются большой (нем. großes) хро́мой или большей (нем. größere) увеличенной примой и, соответственно, большой лиммой или большей малой секундой.